# Трент (Риген)
Трент (њем. Trent) општина је у њемачкој савезној држави Мекленбург-Западна Померанија. Једно је од 42 општинска средишта округа Риген. Према процјени из 2010. у општини је живјело 799 становника. Посједује регионалну шифру (AGS) 13061041.

## Географски и демографски подаци
Трент се налази у савезној држави Мекленбург-Западна Померанија у округу Риген. Општина се налази на надморској висини од 5 метара. Површина општине износи 35,4 km². У самом мјесту је, према процјени из 2010. године, живјело 799 становника. Просјечна густина становништва износи 23 становника/km².